# Eiji Kitamura

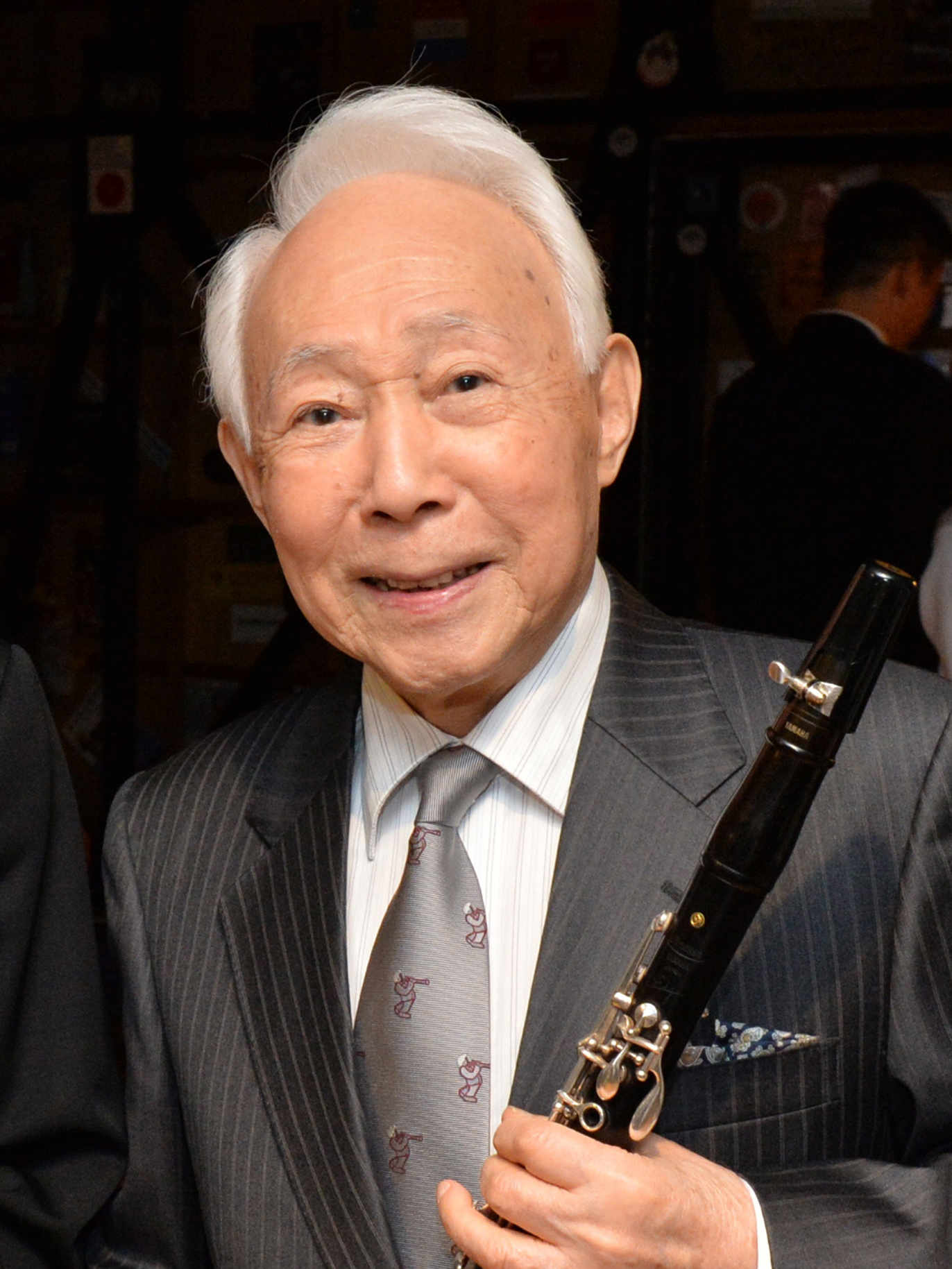
2018

Eiji Kitamura (8 april 1929) is een Japanse jazz-klarinettist die swing speelt. Clarinet Magazine noemde hem "Japan's antwoord op Benny Goodman".
Kitamura studeerde aan Keio University in Tokyo en begon in die tijd ook klarinet
te spelen. In 1968 ging hij met een eigen kwintet werken, waarmee hij regelmatig in een Japans televisieprogramma, "Morning Echoes", optrad. Sinds de jaren zeventig maakt hij platen, die onder meer uitkwamen op Concord Jazz. Een van die albums was een plaat met pianist Teddy Wilson, 'Teddy Wilson Meets Eiji Kitamura'. Hij trad veel op tijdens het Monterey Jazzfestival, ook speelde hij op andere festivals. Kitamura toerde in Japan en Australië met klarinettist Buddy DeFranco. Verder werkte hij samen met onder meer Woody Herman (waarmee hij ook opnam), Scott Hamilton en Yuzuru Sera.

## Discografie (selectie)
- Seven Stars, Concord, 1981 ('albumpick' Allmusic)
- Sapporo Concert Happy Cooking All Stars, Art Union, 2008